# Erythravin
Erythravin je tetrahydroisochinolinový alkaloid z rostlin rodu zarděnice (Erythrina), zejména pak druhu Erythrina mulungu.

## Biologické účinky

### Vliv na nikotinový acetylcholinový receptor
Erythravin je silným antagonistou nikotinového acetylcholinového receptoru, kdy polovina maximální inhibiční koncentrace je pro 6 μM pro α7 a 13 nM pro α4β2.

### Anxiolytické účinky
Na zvířecích modelech vykazuje erythravin anxiolytické účinky; tyto jsou opakovatelné pouze při použití celého extraktu z Erythrina mulungu, ale ne u čistého alkaloidu.

### Antikonvulzivum
Erythravin tlumí křeče vyvolané bikukulinem, pentylentetrazolem, a kyselinou kainovou, a také prodlužuje latenci křečí způsobených kyselinou N-methyl-D-asparagovou. Erythravin zabránil smrti u všech zvířat, kterým byla podána některá z uvedených látek (kromě několika, které obdržely kyselinu kainovou).